# Груздев, Алексей Михайлович
Алексе́й Миха́йлович Гру́здев (10 (22) марта 1831, Санкт-Петербург — 26 февраля (11 марта) 1907, Санкт-Петербург, Российская империя) — русский педагог, директор 1-й Санкт-Петербургской гимназии, тайный советник (1896).

## Биография
Родился 10 (22) марта 1831 года. В 1855 году окончил Главный педагогический институт. В 1856—1862 годах преподавал русский язык в Ларинской гимназии. При открытии 6-й гимназии в 1862 году был переведён в неё старшим преподавателем русской словесности и преподавал здесь до 30 ноября 1869 года. В этот период им был подготовлен «Сборник важнейших произведений русской литературы (до Карамзина)…» (СПб., 1867).
С 10 августа 1874 года был директором Санкт-Петербургской Введенской шестиклассной прогимназии (с 20 октября 1882 года — директор Введенской гимназии), почётным членом комиссии детского приюта принца П. Г. Ольденбургского и нспектором классов женского отделения этого приюта. В 1886 по 1902 год он был директором 1-й Санкт-Петербургской гимназии.
В августе 1876 года был произведён в чин действительного статского советника, в 1896 году — в чин тайного советника.
С 1903 года до своей смерти в 1907 году жил в дом № 4/7 по Ямской улице.
Умер 26 февраля (11 марта) 1907 года. Похоронен на Никольском кладбище Александро-Невской лавры.

## Награды
- Орден Св. Станислава 2-й ст. (1867)
- орден Св. Анны 2-й ст. (1869)
- орден Св. Владимира 4-й ст. (1873)
- орден Св. Владимира 3-й ст. (1880)
- Орден Св. Станислава 1-й ст. (1883)
- орден Св. Анны 1-й ст. (1889)[5]

## Семья
С 7 октября 1856 года был женат на дочери купца 2-й гильдии Вере Андреевне Королёвой. Их дети: Александра (02.04.1859—?), Николай (19.03.1863—?).